# Duoplay
Duoplay is een techniek waarmee twee stemmen van een muziekstuk apart kunnen worden opgenomen.
De techniek werd geadverteerd als een mogelijkheid van een viersporige bandrecorder. Een dergelijke bandrecorder kan twee sporen tegelijk afspelen (en na het omkeren van de band de andere twee sporen).
Bij duoplay wordt eerst een opname op het eerste spoor gemaakt. Daarna wordt, terwijl de eerste opname wordt afgeluisterd, een opname op het tweede spoor gemaakt. Ten slotte worden beide opnames tegelijk afgespeeld.
Door duoplay is het mogelijk dat een persoon met zichzelf meezingt of twee instrumenten bespeelt.